# Donetsk - Krivoi Rog
|  | Aquest article tracta sobre la república soviètica. Vegeu-ne altres significats a «Donetsk (desambiguació)». |

La República Soviètica de Donetsk, posteriorment República Soviètica de Donetsk-Krivoy Rog (en rus: Донецко-Криворожская советская республика) fou un dels efímers estats sorgits de la descomposició de l'Imperi Rus el 1917. Va existir nominalment del 29 de gener de 1918 (antic calendari 11 de febrer de 1918) al 17 de febrer de 1919. Es va fundar en oposició a la República Popular d'Ucraïna, que volia una Ucraïna socialista i pro-ucraïnesa, en contraposició al criteri d'unitat econòmica dels bolxevics, i tenia una aliança amb la República Socialista Soviètica d'Ucraïna.

## Història
Després de la revolució russa es va formar el Govern Provisional (març de 1917) i els nacionalistes ucraïnesos van assolir el control de part d'Ucraïna i el 3 d'abril es van constituir en Consell Nacional o Rada Central, al mateix temps que els grups bolxevics creaven els soviets de soldats i treballadors. La Rada va demanar l'autonomia el 26 d'abril i el 13 de juliol es va proclamar l'autonomia d'Ucraïna dins de l'imperi Rus i es va formar un govern provisional ucraïnès; el 4 d'agost el govern provisional rus va transferir al d'Ucraïna la jurisdicció de 5 governs (gubèrnia): Podíl·lia, Volínia (Volyn), Kíev (Kíev), Txernígov (Txerníhiv) i Poltava; el govern rus va enviar delegats per negociar el futur estatus però les converses seguien quan es va produir la revolució d'octubre. La Rada va refusar reconèixer al nou govern bolxevic; el 7 de novembre de 1917 va declarar la seva jurisdicció sobre els governs de Khàrkov (Khàrkiv) i Iekaterinoslav; el cap comunista de les regions orientals, Fiodor Serguèiev àlies "Artiom", va donar suport el dia 17 de novembre al menxevic Rubinstein i al socialrevolucionari Golubovski en defensar el principi de l'autodeterminació de les regions i els pobles contra l'"annexió" per la Rada Central, i va defensar una regió del Donetsk autogovernada i separada del centre a Kíev, amb tot el poder pels soviets.
El 20 de novembre la Rada va proclamar la República Popular d'Ucraïna amb els antics governs provincials de Kíev, Podòlia, Volínia, Txerníhiv, Poltava, Khàrkiv, Iekaterinoslav, Kherson i Tauride. El 29 de novembre el cap bolxevic E. Luganovsky va refusar que la governació de Khàrkiv i la conca del Donbass fessin part d'Ucraïna, i va constatar que la relació d'aquestes zones amb la resta d'Ucraïna era perniciosa econòmicament i acabaria amb el desmembrament de la conca del Donetsk.
Un Congrés dels comunistes es va celebrar a Kíev el 3 a 5 de desembre però al mateix temps els comunistes de la regió oriental dirigits per Fiodor Serguèiev àlies "Artiom" van celebrar un congrés separat a Khàrkiv, i es decantaven per la formació d'una entitat separada a l'orient d'Ucraïna, que havia de cooperar amb altres bolxevics en l'agitació i la lluita, però sense unitat econòmica; a proposta d'Artiom, el ple va acordar desenvolupar l'agitació per la conca del Krivoy Rog/Kryvyi Rih (Криви́й Ріг, Kryvýi Rih; rus: Криво́й Рог, Krivoi Rog) i del Donetsk, unida amb Khàrkiv, i dins de la República Soviètica Russa, com un territori unit però amb administració autònoma.
Un congrés de tots els Soviets d'Ucraïna (Всеукраинский съезд Советовes) es va reunir a Khàrkiv/Khàrkov el 12 de desembre de 1917 i va decidir proclamar la República Socialista Soviètica d'Ucraïna, establerta el 25 de desembre amb el nom de República Popular Ucraïnesa dels Soviets de Treballadors i Camperols, o República Federal Soviètica d'Ucraïna o República Popular Soviètica d'Ucraïna) amb capital a Khàrkov, que abraçava teòricament tots els soviets d'Ucraïna cadascun dels quals de facto formava la seva pròpia república. Aquesta república va utilitzar la bandera vermella amb la ucraïnesa al cantó (gener del 1918). La secretaria popular era l'òrgan dirigent, i un terç dels seus membres eren representants dels soviets de la conca del Donetsk-Krivoy Rog/Kryvyi Rih, entre els quals Artiom.
Lenin va reconèixer la República Popular d'Ucraïna el 17 de desembre de 1917 i fou també reconeguda poc després per França i Anglaterra. El govern ucraïnès mantenia però que el seu objectiu era una federació de repúbliques sorgida de l'imperi Rus. El bolxevics van prendre el poder a la part sud i oriental: el 23 de desembre van dominar Kharkov; diversos soviets es van constituir a Ucraïna incloent el de Xmerinka a la part occidental. Entre el 27 i el 30 de gener 1918 es va fer el IV Congrés Regional dels Soviets de Treballadors i Soldats amb 48 bolxevics, 19 representants del Partit Social Revolucionari, 8 menxevics i 2 sense partit i es van manifestar les tendències economicistes presentades per S. Vasiltxenko: "...les diverses zones de la Federació de la República Russa Socialista seran construïdes no per la seva identitat nacional, sinó segons les seves característiques socioeconòmiques. Una unitat autosuficient en sentit econòmic és la conca del Donetsk i Kryvyi Rih, que podria arribar a ser un model econòmic per altres repúbliques socialistes". En canvi M. Skrypnik, comissari popular de treball de la "Secretaría Popular" dels Soviets d'Ucraïna, s'hi oposava afirmant que la constitució d'una República Soviètica de Krivoy Rog-Donetsk com a entitat territorial separada era prematura encara que seria necessària la seva autonomia dins una federació ucraïnesa; aquesta posició va tenir suport dels membres del Partit Social Revolucionari però Artiom, sobre la idea d'una Federació General Proletària, va acusar M. Skripnik de "nacionalista"; aquest va acusar Artiom de "separatista". Artiom criticava que Skripnik defensés la unió amb Kíev, ja que la República Soviètica no estava basada en identitats nacionals, amb les quals la revolució socialista perdria el seu sentit. Finalment la moció per l'establiment de la república fou aprovada per 50 vots (29 de gener, 11 de febrer a l'antic calendari). La regió oriental fou constituïda en República Soviètica de Donetsk-Krivoy Rog (Donetzk-Krivorog) amb capital inicial a Khàrkiv i suposada bandera horitzontal vermella, blava i negre (1 de febrer, 14 de febrer en l'anterior calendari). Es va formar el consell de Comissaris del Poble de Krivoy Rog-Donetsk amb cinc bolxevics, un menxevic i tres social revolucionaris (coneguts com "es-ers", o siga, essa-erras -s.r.-, de les primeres lletres de sotsialny revoliutsioner):
- S. Vasiltxenko (С.Васильченко) (bolxevic)
- M. Jakov (М.Жаков), (bolxevic)
- M. Tevelev (М. Тевелев) (bolxevic)
- I. Vareikis (И. Варейкис) (bolxevic)
- Andrèiev (Андреев) (bolxevic)
- Rubinshtein o Rubinxtein (Рубинштейн) (menxevic)
- Kiritxek (Киричек) (s.r.)
- Rovensky (Ровенский) (s.r.)
- Makarian (Макарьян) (s.r.)

Com a diputats al Comitè Regional dels Soviets foren elegits:
- Alekseev (Алексеев) (menxevic)
- Mark (Марк) (menxevic)
- Popov (Попов) (menxevic)
- Golubovsky (Голубовский) (s.r.)
- Txiorny (Черный) (s.r.)

El govern es va formar amb F. Serguèiev (Artiom) com a President del Consell de Comissaris del Pobles i comissari d'afers econòmics nacionals, dirigint a:
- S. Vasiltxenko, afers interiors,
- M. Jàkov, instrucció pública,
- A. Kàmensky, interior
- B. Magídov, treball
- V. Meilauk, finances
- M. Ruhimovitx, afers militars
- V. Filov, justícia

El govern tenia com a tasca posar en vigor els decrets el Comitè Popular Central de la República Russa i el Comitè Central Soviètic d'Ucraïna i coordinar la construcció de l'estat soviètic al sud de Rússia: Ucraïna, regió del Don, regió del Kuban, i regió del Terek, una federació de regions econòmiques homogènies i no pas de repúbliques ètniques. No obstant la República Russa mai va reconèixer a la república, ni tampoc cap altra estat.
El 31 de gener de 1918, Artiom va comunicar al Comitè Executiu Central de Totes les Rússies i al seu president Iàkov Sverdlov, la proclamació de la República de Krivoy Rog-Donetsk. La resposta fou un lacònic telegrama signat per Iàkov Sverdlov el 17 de febrer de 1918, que deia: "la secessió es considera nociva".
El gener de 1918 els bolxevics havien ocupat Iekaterinoslav i el 2 de febrer entraven a Kíev mercès al fet que moltes forces ucraïneses es van negar a combatre i algunes fins i tot es van passar directament als bolxevics. El govern de la Rada, presidit per Binetxenko, que estava negociant la pau separada amb les Potencies centrals, fou arrestat; les forces ucraïneses de la Rada es van concentrar a Petxek al sud de Kíev i el govern de la Rada es va establir a Jitòmir/Jitómir sota la presidència de Golubovitx. El 9 de febrer de 1918 el govern de la Rada firmava la pau separada amb Alemanya i Àustria, segons el qual Ucraïna mantenia les seves fronteres i encara rebia el territori de Kholm.
L'exèrcit alemany va trencar l'alto el foc que mantenia amb Rússia el 18 de febrer i va entrar a Ucraïna el 19 de febrer; Golubovitx, que estava a Jitòmir en situació desesperada davant l'inaturable avanç bolxevic, va demanar ajut a Alemanya (19 de febrer); els alemanys van creuar el Dnièper l'1 de març i van avançar per tots els fronts en direcció a Kíev, ocupada el dia 20 de febrer. El dia 3 de març de 1918 Rússia firmava un armistici que poc després va portar a la pau de Brest-Litovsk el 8 de març pel qual una part de Belarús va passar a Ucraïna que va renunciar a canvi a part del territori de Kholm; els combats en territori rus es van aturar però van seguir a Ucraïna, ja que la república de Donetsk-Krivoy no es reconeixia part del país i els alemanys si que li consideraven.
El cap de la Secretaría Popular de la Ucraïna soviètica, Mykola Skrypnyk (nomenat el 4 de març de 1918), va fer una crida per la unió de les forces de totes les repúbliques soviètiques (Ucraïna, Krivoy Rog-Donetsk, Crimea i Odessa), però Donetsk-Krivoy Rog no en va fer cas. Skrypnyk definia la diferència entre la secretaria popular i el grup d'Artiom de Kharkov, Ekaterinoslav i Krivoi Rog-Donetsk; aquestes només volien defensar el poder soviètic al Donbass, mentre la secretaria popular volia formar un centre nacional ucraïnès soviètic per a tot el territori d'Ucraïna. En aquestos dies Lenin es va reunir amb Artiom al que va convèncer de l'error en la separació de la conca del Krivoy Rog-Donetsk de l'estructura d'Ucraïna, accentuada per les necessitats creades amb l'ofensiva austroalemanya, quan calia oferir un front unit i comú a l'enemic; així l'argument defensiu suplantava l'element ètnic que era en el fons el que s'imposava. El 12 de març pràcticament tota Ucraïna excepte la part oriental estava sota control alemany o austríac. El II Congrés dels Soviets de Tota Ucraïna, fet a Ekaterinoslav entre el 17 i el 19 de març de 1918, va establir la unió de la República Popular Soviètica d'Ucraïna i la formació d'un front únic contra l'enemic.
El President de la Rada, Golubovich, que dirigia un govern socialdemòcrata, va col·laborar amb els alemanys però aquestos van afavorir a terratinents i classes conservadores; l'agitació antialemanya va augmentar i la Rada va començar a prendre posicions contra l'ocupació; mentre el 7 d'abril, els alemanys ja havien arribat a la vora de Kharkov, i el Consell de Comissaris del Poble de la República Soviètica de Krivoy Rog-Donetsk va emetre una nota de protesta afirmant que el govern de Kíev no podia justificar la conquesta de la república per mitjà de les baionetes germano-austríaques basant-se en uns pretesos drets històrics diferents dels drets de conquesta. El 9 d'abril el Consell de Comissaris del Poble es va traslladar a Luhansk, a l'extrem oriental d'Ucraîna; l'exèrcit del Donetsk (inicialment uns 8500 homes molts procedents del VIII Exèrcit de Romania, en retirada, arribant més tard als 13.000 homes) dirigit fins al 7 d'abril per Anatoli Gekker (Анатолий Ильич Геккер) i després per Pyotr Baranov (Пётр Ионович Бapahob), va oposar una dura resistència als alemanys que eren entre deu i quinze vegades més nombrosos; els alemanys van trigar un mes a entrar a Jarkov i es van lliurar dures batalles a Kupyanska i Rodakovo al Donbass. L'exèrcit de Krivoy Rog-Donetsk estava teòricament subordinat a l'exèrcit bolxevic ucraïnès de Wladimir Antónov-Ovséyenko, però de fet funcionava de manera independent fins que es va establir una millor coordinació el 23 d'abril. La nova capital Luhansk fou ocupada el 28 d'abril, i a començaments de maig l'estat major militar de la república es va retirar organitzadament cap a Novocherkask, a la república Sovitètica del Don, ja sense comunicació amb les forces de Vladímir Antónov-Ovséienko; el govern de la República de Krivoy Rog-Donetsk acompanyava els militars. Els bolxevics havien establert una república soviètica del Don el 23 de març de 1918 amb el suport d'una part dels cosacs, provocant el suïcidi de l'hetman, general Alexei Kaledin, però aquesta república va durar poc, ja que els alemanys des d'Ucraïna, van ocupar la república i el 3 de maig de 1918 va quedar dissolta.
El 29 d'abril el Parlament o Rada va elegir a Mikhailo Hruixevski com a primer president de la República Popular d'Ucraïna. L'endemà (30 d'abril) les forces alemanyes, amb la col·laboració dels cosacs del hetman Skoropadsky van donar un cop d'estat. Hrushevsky i altres membres de la Rada foren arrestats i es va proclamar la lleu marcial. L'ataman Paulov Skoropavsky fou col·locat al front del govern pels alemanys. Poques setmanes després, el 6 de juliol, el país, protomonàrquic, fou rebatejat com a Estat Ucraïnès (o Hetmanat d'Ucraïna). Durant el govern del hetman els camperols van desenvolupar una intensa activitat armada i les forces d'ocupació alemanyes foren víctimes de diversos atacs. Sota direcció de l'anarquista Nestor Makhno es va establir un virtual estat a l'àrea de Guliay-Pole.
L'acord entre la Rússia Soviètica i Alemanya del 27 d'agost de 1918, en el seu article 12 determinava que el Donbass seria ocupat temporalment per Alemanya, conservant Rússia el dret prioritari d'extracció del carbó a la conca del Donetsk.
Amb l'ensorrament dels Imperis Centrals el novembre de 1918 i l'evacuació alemanya, l'hetman no es va poder sostenir al poder. El 14 de desembre de 1918, la segona República Popular d'Ucraïna i Segona Rada, dirigida per l'antic ministre de la Guerra, Simon Petliura, va prendre el poder. El gener de 1919 els bolxevics van ocupar Kíev (El govern de la Segona Rada es va establir més cap a l'oest, a Kàmianets-Podilski (ucrainès: Ка́м'янець-Поді́льський, Kàmianets-Podilskyi; rus: Каменец-Подольский, Kàmienets-Podolsky) mentre els blancs procedents de la regió del Don agafaven el control de la part sud-est del país i el seu cap Denikin anunciava que lluitaria per una "Rússia" unida.
El Comitè Executiu Central de Totes les Rússies considerava inconvenient l'existència de diverses repúbliques soviètiques a Ucraïna i el Soviet de Defensa va emetre una decisió el 17 de febrer de 1919, encarregant al camarada Stalin, comissari de les nacionalitats, la dissolució de la República de la conca del Krivoy Rog-Donetsk. El congrés del Partit Comunista del Krivoy Rog-Donetsk, fixat pel 20 de febrer de 1919, no es va arribar a fer. La República Soviètica de Donetsk fou liquidada des de dalt sense arribar-se a fer un referèndum que s'havia proposat. Les aspiracions regionals van persistir encara algun temps (i van rebrotar als anys noranta).
El 16 de desembre de 1919 Galítsia (Halytxynà) fou adjudicada a Polònia; Bessaràbia estava en poder de Romania, i Belarús en mans de la Rússia Soviètica. El govern de la Segona Rada va lluitar amb els polonesos contra els soviètics a principis de 1920 i el polonesos van ocupar part de Belarús però fou retornada a Rússia en ajustar-se la pau. El 27 d'abril de 1920 Polònia reconeixia a Ucraïna; el govern ucraïnès es va establir a Reixov, a l'oest de Lviv; l'octubre de 1920 el general blanc Wrangel va aconseguir el poder a quasi tota Ucraïna excepte les regions dominades pels bolxevics i Petliura va haver de fugir a Polònia.